# Elecciones generales de Malta de 1927

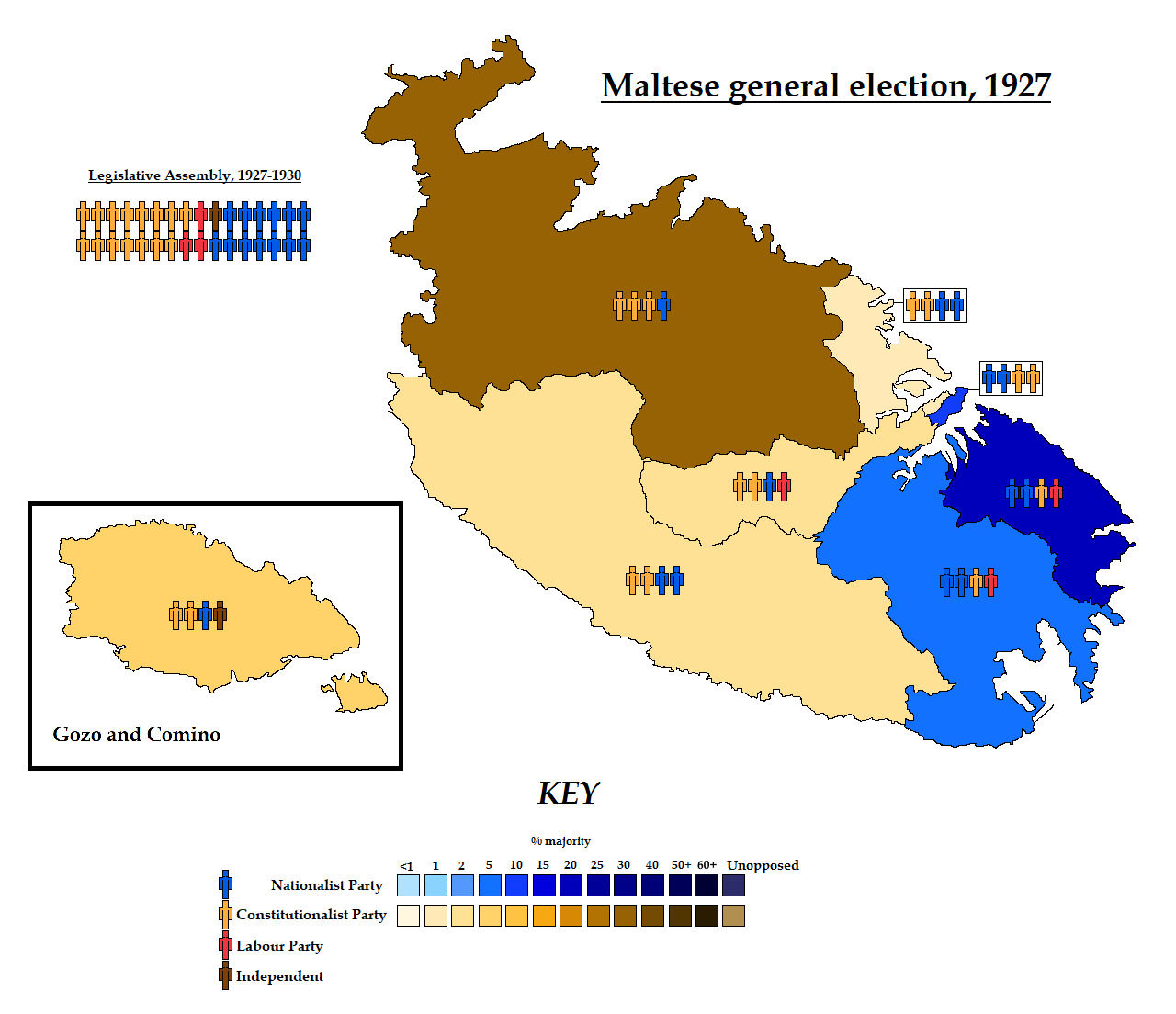
Resultados electorales por provincia

Las elecciones generales fueron realizadas en Malta entre el 7 y el 9 de agosto de 1927. A pesar de que el Partido Nacionalista recibió más votos, el Partido Constitucional emergió como el partido con mayor cantidad de representantes, obteniendo 15 de los 32 escaños en la Asamblea Legislativa. El Partido Nacionalista permaneció como el partido más grande del Senado, ocupando 4 de los 7 escaños de la cámara.

## Sistema electoral
Las elecciones se realizaron en base al sistema del voto único transferible, mientras que el sufragio fue limitado a hombres que cumplían ciertos requisitos de propiedad.

## Resultados

### Asamblea legislativa
| Partido                 | Votos  | %    | Escaños | +/– |
| ----------------------- | ------ | ---- | ------- | --- |
| Partido Nacionalista    | 14.321 | 41.5 | 13      | –2  |
| Partido Constitucional  | 14.290 | 41.5 | 15      | +5  |
| Partido Laborista       | 5.011  | 14.5 | 3       | –4  |
| Independientes          | 822    | 2.4  | 1       | +1  |
| Votos en blanco/nulos   | 277    | –    | –       | –   |
| Total                   | 34.721 | 100  | 32      | 0   |
| Participación electoral | 44.089 | 78.8 | –       | –   |
| Fuente: Nohlen & Stöver |        |      |         |     |

### Senado
| Partido                | Primera vuelta | Primera vuelta | Segunda vuelta | Segunda vuelta | Escaños | +/– |
| Partido                | Votos          | %              | Votos          | %              | Escaños | +/– |
| ---------------------- | -------------- | -------------- | -------------- | -------------- | ------- | --- |
| Partido Nacionalista   | 2.410          | 58.07          | 2,230          | 60.17          | 4       | 0   |
| Partido Constitucional | 1.654          | 39.86          | 1,476          | 39.83          | 3       | +1  |
| Partido Laborista      | 86             | 2.07           | –              | –              | 0       | –1  |
| Miembros designados    | –              | –              | –              | –              | 10      | 0   |
| Total                  | 4.150          | 100            | 3.706          | 100            | 17      | 0   |
| Fuente: Schiavone      |                |                |                |                |         |     |